# Bone Marrow Transplantation
Bone Marrow Transplantation è una rivista medica sottoposta a revisione paritaria, che tratta il trapianto di midollo osseo nell'uomo. È pubblicata mensilmente da Nature Research. Le aree tematiche della rivista comprendono la biologia delle cellule staminali, l'immunologia dei trapianti, la ricerca traslazionale e i risultati clinici di specifici protocolli di trapianto.
Secondo il Journal Citation Reports, nel 2020 Bone Marrow Transplantation ha ricevuto un fattore di impatto pari a 5,483. Al 2025 l'indice H è stato pari a 149.

## Indicizzazione
Gli abstract e gli articoli della rivista sono indicizzati da: BIOBASE/Current Awareness in Biological Sciences,  BIOSIS, Current Contents/Clinical Medicine, Current Contents/Life Sciences, EMBASE/Excerpta Medica, MEDLINE/Index Medicus e Science Citation Index.